# エレクトリックインディゴ
エレクトリックインディゴ（Electric indigo）とは、エレクトリックウルトラマリンや菫色に近い色で純色の一種。

## 近似色
- エレクトリックウルトラマリン
- 菫色